# Maurice Matthews
Maurice Kershaw Matthews (St. Pancras, Londres, 21 de juny de 1889 – Bournemouth, 20 de juny de 1957) va ser un militar, home de negocis i polític anglès. A més va ser un tirador que va competir a començaments del segle xx.
El 1908 va prendre part en els Jocs Olímpics de Londres, on disputà quatre proves del programa de tir i guanyà dues medalles: la d'or en carrabina per equips i la de plata en carrabina, blanc mòbil. En carrabina, blanc fix fou quart i en carrabina, blanc cec novè.
Posteriorment treballà com a taxador, avaluador de qualificació i agent de béns, amb seu a Tottenham Court Road.
Va ser comissionat com a oficial, primer a la Territorial Force i més tard a la Reserva, aconseguint el grau de tinent coronel al 1r regiment de la ciutat de Londres. El 1930 va rebre la Condecoració Territorial. Posteriorment se li va concedir el grau brevet de colonel als Royal Fusiliers, retirant-se el 1940.
De 1931 a 1936 fou membre del London County Council, en representació de St Pancras South West en nom del Partit Conservador.
Matthews va ser president i vicepresident del London Trustees Savings Bank, i el 1955 fou nomenat vicepresident de la Trustees Savings Banks Association. El 1953 va ser guardonat amb l'Orde de l'Imperi Britànic amb el grau d'oficial.
Va morir a Bournemouth el 1957.